# Thaumasiochaeta beneditae
Thaumasiochaeta beneditae är en tvåvingeart som beskrevs av Márcia Souto Couri och Leandro 2004. Thaumasiochaeta beneditae ingår i släktet Thaumasiochaeta och familjen husflugor.
Artens utbredningsområde är Peru. Inga underarter finns listade i Catalogue of Life.